# Eurogip
 (juin 2013).
Créé en 1991, EUROGIP est un groupement d'intérêt public entre la CNAM et l'INRS œuvrant sur différents aspects liés à la santé et la sécurité au travail sur le plan européen : études sur les assurances en Europe couvrant les accidents du travail et les maladies professionnelles (AT/MP) ; développement des connaissances sur les risques professionnels dans les pays de l'Union européenne ; coordination des travaux normatifs auxquels participe la branche AT/MP.

## Activités

### Études et enquêtes
EUROGIP réalise des enquêtes comparatives en matière :
- d'assurance contre les AT/MP dans les différents pays européens ; plusieurs rapports ont notamment été publiés sur les maladies professionnelles (cancers, pathologies psychologiques liées au travail, maladies liées à l'amiante...),
- de prévention des risques professionnels : dans les PME, risques psychosociaux au travail, évaluation des risques...
- de sinistralité : réalisation de “Points statistiques” sur les accidents du travail et maladies professionnelles dans différents pays européens.

### Projets
EUROGIP participe à des projets d’intérêt communautaire, comme l'évaluation de l'application des directives santé et sécurité au travail et l'élaboration de guides de bonnes pratiques de prévention pour le compte de la Commission européenne, ou en collaborant aux travaux du Centre thématique Environnement de travail de l'Agence européenne pour la sécurité et la santé au travail.

### Information - communication
EUROGIP publie les rapports des enquêtes qu'il réalise, ainsi que Eurogip infos sur les risques professionnels en Europe. Ces documents sont disponibles gratuitement sur son site Internet. Il met également en relation des experts de l'assurance française contre les risques professionnels avec leurs homologues dans d'autres pays européens sur des thèmes liés à l'assurance contre les AT/MP. Chaque année, il organise également une conférence, les Débats d'EUROGIP, sur un thème d'actualité. 

### Normalisation
EUROGIP coordonne un réseau d’experts de l'assurance risques professionnels française qui participent à l’élaboration des normes européennes et internationales relatives à la santé et la sécurité au travail. L'état d'avancement des projets de normes est disponible sur Normabase.

### Certification
Par délégation des ministères français chargés du travail et de l’agriculture, EUROGIP assure le secrétariat de la coordination française des organismes notifiés pour la certification réglementaire des équipements de protection individuelle et des machines. Par contrat avec la Commission européenne, il assure le secrétariat technique de la Coordination des organismes notifiés pour les Machines.